# Mesophlebion oligodictyon
Mesophlebion oligodictyon är en kärrbräkenväxtart som först beskrevs av Bak., och fick sitt nu gällande namn av Holtt. Mesophlebion oligodictyon ingår i släktet Mesophlebion och familjen Thelypteridaceae. Inga underarter finns listade.